# Plaka

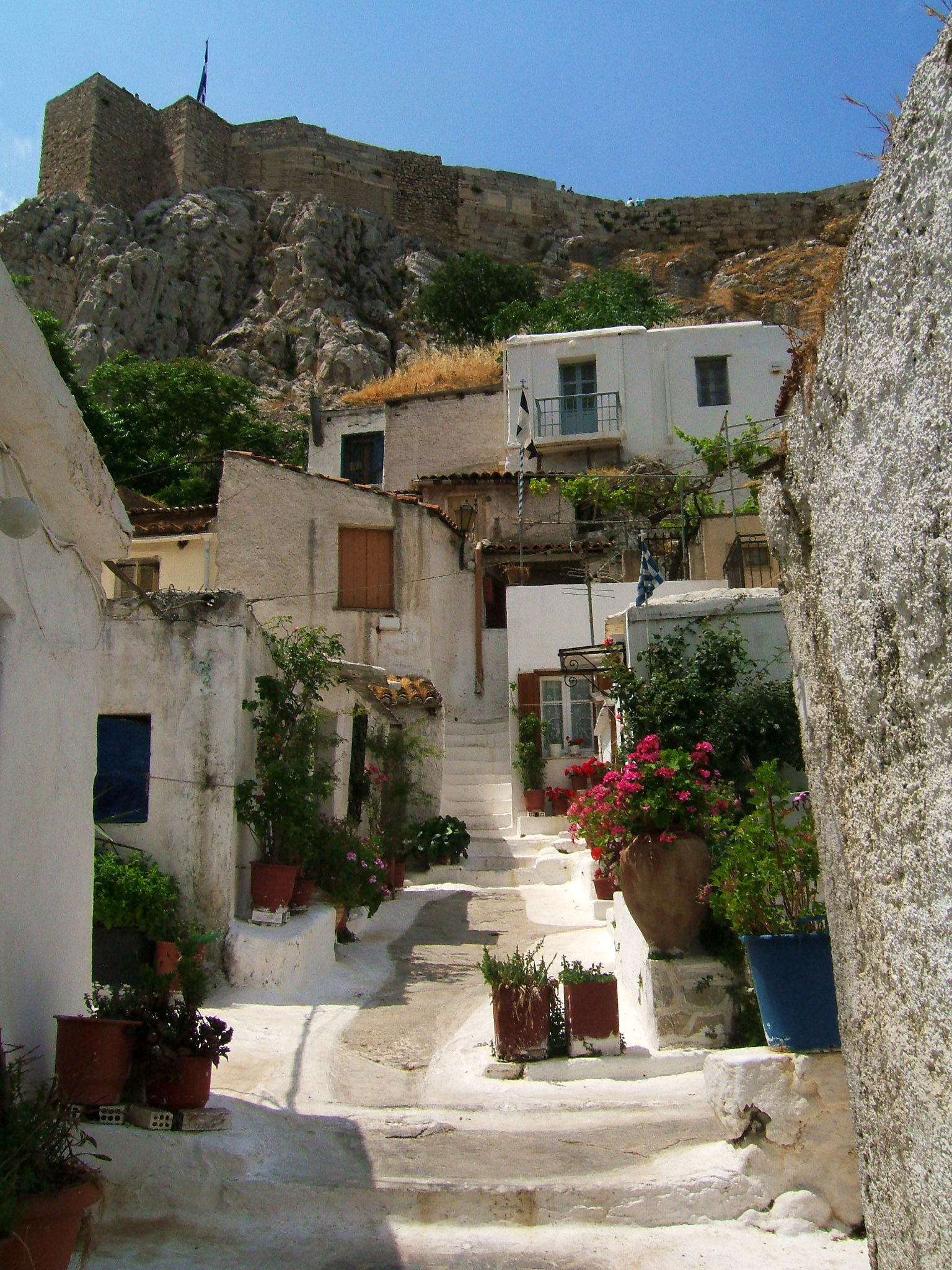
Vista da Acrópole a partir de Plaka

Plaka é um antigo bairro do centro histórico de Atenas (Grécia), e na actualidade é considerada a zona mais atractiva e colorida da capital grega. O bairro fica no sopé da encosta oriental da Acrópole.
A sua estrutura deriva em grande medida do período de ocupação otomana, no qual foi destruída a urbanização de planta regular - tipicamente greco-latina - que foi substituída por uma urbanização sem planificação, ajustada aos acidentes do relevo, o que deu origem a um bairro de ruas labirínticas, em muitos casos estreitas e em pendente, hoje cheias de restaurantes ({langx|el|tabernas}}).